# Índice tobillo-brazo
El índice tobillo-brazo es una herramienta diagnóstica empleada para la evaluación de la circulación arterial hacia los miembros inferiores. Este parámetro compara la presión sistólica de las arterias de los tobillos (tibiales posteriores y pedias) con las arterias braquiales (humerales).
Para realizar esta medición es necesario contar con un equipo de Doppler continuo (no se realiza con estetoscopio) con sonda de 8 a 9 MHz y al menos un esfigmomanómetro convencional con brazalete(s) de 12 cm de ancho, preferiblemente cuyo ancho se acerque al 40% de la circunferencia de la extremidad.
Se sugiere iniciar la exploración localizando las arterias a explorar con la palpación, de no ser posible ubicarlas con los dedos se hará totalmente con el Doppler continuo a menos que se encuentren ocluidas en cuyo caso no se obtendrá el sonido de la onda de pulso arterial. Luego de aproximarnos a su posición mediante palpación se busca con el Doppler continuo la mejor posición y ángulo que permitan la audición de la onda de pulso. Una vez logrado esto se procederá a tomar la presión sistólica de la arteria mediante el esfigmomanómetro.

## Procedimiento
Un equipo de Ecografía Doppler para detectar flujo sanguíneo y un  esfigmomanómetro son necesarios. El manguito para medir la presión arterial es inflado proximalmente a la arteria en cuestión. Mientras se mide con el ecodoppler, se infla hasta que el pulso en la arteria desaparece. El manguito es entonces lentamente desinflado. Cuando el pulso en la arteria vuelve a ser detectado a través del Doppler, la presión en el manguito en ese momento es la presión sistólica de esa arteria.
El registro sistólico más alto de la arteria braquial del brazo izquierdo y derecho es generalmente considerado en la evaluación. Las presiones en la arterias tibial posterior y pedia de cada pie son medidas, usando el valor más alto para el cálculo del índice en ese miembro.
{\displaystyle ITB_{pierna}={\frac {P_{Pierna}}{P_{Brazo}}}}

Donde PPierna es la presión sistólica de la arteria pedia o tibial posterior y

PBrazo es el valor de presión arterial más alto entre los brazos derecho e izquierdo.

## Interpretación
El índice tobillo-brazo es una herramienta popular para la evaluación no invasiva de la enfermedad vascular periférica. Estudios han mostrado que la sensibilidad del ITB es de 90% con una especificidad de 98% para la detección de estenosis hemodinámicamente significativa (seria) mayor al 50% en las grandes arterias del miembro inferior, definida por angiografía.
| Valor obtenido | Interpretación                                                                              |
| -------------- | ------------------------------------------------------------------------------------------- |
| sobre 1.2      | Anormal                                                                                     |
| 1.0 - 1.2      | Normal                                                                                      |
| 0.9 - 1.0      | Aceptable                                                                                   |
| 0.8 - 0.9      | Enfermedad arterial                                                                         |
| 0.5 - 0.8      | Enfermedad arterial moderada, la Claudicación puede presentarse con valores menores de 0,6. |
| menor de 0.5   | Enfermedad arterial severa, dolor en reposo si es <0.25.                                    |